# Conviciline
La conviciline est une protéine végétale de réserve de la famille des globulines. D'une structure chimique proche de celle de la viciline, elle appartient comme celle-ci au groupe des globulines 7S, mais s'en différencie par la présence d'acides aminés soufrés. On la trouve dans les graines de pois. 